# Defa (motorfiets)
Defa is een Duits historisch merk van motorfietsen.
De bedrijfsnaam was: Deutsche Fahrradbau GmbH, Berlin.
Defa begon in 1921 met de productie van motorfietsen waarvoor men in eigen huis een 198cc-zijklepmotor had ontwikkeld. In 1923 ontstond er echter een enorme concurrentie toen honderden kleine bedrijfjes goedkope motorfietsen gingen leveren, waarbij de productiekosten laag bleven door het gebruik van inbouwmotoren. Mede daardoor kreeg Defa het moeilijk. In 1924 kon men een aantal frames leveren aan Avola in Leipzig, maar nog in hetzelfde jaar werd de productie beëindigd. Avola, dat DKW-motoren in de frames had gebouwd, sloot een jaar later